# Walter Legge
Walter Legge (Londen, 1 juni 1906 - Saint-Jean-Cap-Ferrat, 22 maart 1979) was een Britse platenproducent.
Decennialang was hij de beroemdste platenproducent in de klassieke muziek, een perfectionist die zowel gevreesd als vereerd werd. Hij was getrouwd met de Duitse sopraan Elisabeth Schwarzkopf.
In 1945 richtte hij toen hij bij EMI werkte in Londen het Philharmonia Orchestra op, met als specifiek doel het maken van plaatopnamen.